# جیم دوتریو
جیم دوتریو (انگلیسی: Jim Dauterive؛ زادهٔ ۱۹۵۷) یک فیلم‌نامه‌نویس، و تهیه‌کننده پویانمایی اهل ایالات متحده آمریکا است. وی از سال ۱۹۹۷ میلادی تاکنون مشغول فعالیت بوده‌است.
- پادشاه تپه